# The Mollycoddle
The Mollycoddle is een Amerikaanse filmkomedie uit 1920 onder regie van Victor Fleming. Destijds werd de film in Nederland uitgebracht onder de titel Het troetelkindje.

## Verhaal
Tijdens een vakantie in Monte Carlo maakt de rijkeluiszoon Richard Marshall kennis met de diamantsmokkelaar Henry von Holkar. Enkele bemanningsleden van het jacht van Henry halen een grap uit met Richard door hem te ontvoeren. Als Henry merkt dat Richard aan boord is van zijn jacht, verdenkt hij hem van spionage. Hij wil hem vermoorden, maar Richard kan juist op tijd ontsnappen.

## Rolverdeling
| Acteur            | Personage           |
| ----------------- | ------------------- |
| Douglas Fairbanks | Richard Marshall    |
| Ruth Renick       | Virginia Hale       |
| Wallace Beery     | Henry von Holkar    |
| Frank Campeau     | Samuel Levinski     |
| Paul Burns        | Patrick O'Flannigan |
| Morris Hughes     | Ole Olsen           |
| George Stewart    | Yellow Horse        |
| Lewis Hippe       | Eerste stuurman     |
| Betty Bouton      | Mollie Warren       |
| Adele Farrington  | Mevrouw Warren      |
| Albert MacQuarrie | Bestuurder          |
| Freddie Hawk      | Zwerfster           |